# Othmar Schlegel
Othmar Schlegel (* 1951 in Luzern) ist ein Schweizer Koch. 

## Leben
Schlegel stammt aus einer Familie von Köchen, sein Vater Otto Schlegel (1920–2017) wie auch sein Onkel Ernesto Schlegel (1923–1997) waren Küchenchefs in erstklassigen Schweizer Häusern. 1968 begann Othmar Schlegel seine Lehre im Dolder Grand Hotel in Zürich. Danach kochte er im Palace Luzern, im Dorchester in London und im Maxim’s in Paris. 1978 wurde er Küchenchef im Carlton in St. Moritz.
1987 wurde er Küchenchef im Restaurant Locanda Barbarossa im Hotel Castello del Sole in Ascona, wo er 29 Jahre bis zum Ruhestand blieb. Sein Restaurant wurde mit einem Michelinstern und 18 Punkten im Gault Millau ausgezeichnet. 2016 ging er in den Ruhestand.

## Auszeichnungen
- 2004: Ein Michelinstern für das Restaurant Locanda Barbarossa
- 2013: 18 Punkte im Gault Millau 2014 für das Restaurant Locanda Barbarossa[8]
- 2013: Aufsteiger des Jahres im Gault Millau[9]

## Veröffentlichungen
- Das gewisse Etwas. Küchengeheimnisse. La Tavola 2002, ISBN 978-3909909056.